# Sepp Wäsche
Sepp Wäsche (* 30. November 1929 in Bochum; † 30. Juni 2002 in Augsburg) war ein deutscher Schauspieler, Synchron- und Hörspielsprecher.

## Leben
Wäsche war am Augsburger Stadttheater tätig. Über sein dortiges Engagement wurden auch die Macher der Augsburger Puppenkiste auf ihn und seine markante Stimme aufmerksam und engagierten ihn daraufhin bis in die 90er Jahre immer wieder als Sprecher für diverse Haupt- und Nebenrollen. Des Weiteren spielte Wäsche in Krimiserien wie Derrick oder Der Alte mit. Sepp Wäsche starb Ende Juni 2002 im Alter von 72 Jahren in Augsburg.

## Filmografie (als Schauspieler) (Auswahl)
- 1965: Das ist Stern schnuppe – Autodiebstahl
- 1967: Fernfahrer – Durchfahrt verboten
- 1968: Wirb oder stirb
- 1968: Anna Böckler
- 1973: Okay S.I.R. – Kastanien aus dem Feuer
- 1974: Gemeinderätin Schumann (Fernsehserie)
- 1975: Der Kommissar – Folge 95: Eine Grenzüberschreitung
- 1976: Inspektion Lauenstadt (Fernsehserie) – Erster Klasse nach Lauenstadt
- 1976–1980: Derrick
- 1977: Der Weilburger Kadettenmord
- 1978–1980: Der Alte
- 1980: Tatort – Schönes Wochenende
- 1981: Tour de Ruhr – Folge 3 und 4
- 1981–1986: Polizeiinspektion 1

## Hörspiele (als Sprecher)
- 1959: Zwölftausend – Regie: Peter Arthur Stiller
- 1959: Die Spiele der Erwachsenen – Regie: Jörg Franz
- 1959: Vier Elefanten auf dem Lampenschirm – Regie: Peter Arthur Stiller
- 1959: Scherzo Diabolo – Regie: Herbert Fleischmann
- 1959: Flug in Gefahr – Regie: Jörg Franz
- 1960: Westlich der Mauer – Regie: Jörg Franz
- 1961: Die Dame filmt (7 Folgen) – Regie und Sprecher: Albert Carl Weiland
- 1961: Polikuschka – Regie: Jörg Franz
- 1961: Die Waffe des Einhorns – Regie: Peter Arthur Stiller
- 1962: Mord in Moll, Regie: Jörg Franz
- 1962: Lester Powell: Die Dame schreibt – Regie: Albert C. Weiland (Kriminalhörspiel (8 Teile) – SWR)
- 1962: Woyzeck – Regie: Peter Arthur Stiller
- 1962: Nach dem dritten Tag – Regie: Hans Krendlesberger
- 1962: Iwan Matwejewitsch und das Krokodil – Regie: Jörg Franz
- 1962: Der Kardinal von Spanien – Regie: Heinz Hostnig
- 1963: Beweise im Fall Paran – Regie: Jörg Franz
- 1964: Das Geheimnis von Schloß Greifenklau – Regie: Jörg Franz

## Synchronisation (Auswahl)
Titel, Figur, Jahr
- 1970: Kleiner König Kalle Wirsch (Zoppo Trump)
- 1971: 3:0 für die Bärte (unter anderem Pimpernell, der Räuberhauptmann)
- 1972: Wir Schildbürger (Ratsherr Schopper)
- 1972: Die Steinzeitkinder (unter anderem Magaluv, der Häuptling)
- 1976: Geschichten aus Holleschitz (Poltrian, der Schubkarren)
- 1976: Jim Knopf und Lukas der Lokomotivführer (verschiedene)
- 1978: Lord Schmetterhemd (Onkel Bernie)
- 1980: Die Opodeldoks (Oberdeldok)
- 1985: Abdallah und sein Esel (Kadi Abdul)